# Futbol'nyj Klub Šachtar Donec'k 2009-2010
Questa voce raccoglie le informazioni riguardanti il Futbol'nyj Klub Šachtar Donec'k nelle competizioni ufficiali della stagione 2009-2010.

## Rosa
| N. |                      | Ruolo | Calciatore                  |
| -- | -------------------- | ----- | --------------------------- |
| 3  | Rep. Ceca (bandiera) | D     | Tomáš Hübschman             |
| 4  | Serbia (bandiera)    | C     | Igor Duljaj                 |
| 5  | Ucraina (bandiera)   | D     | Oleksandr Kučer             |
| 7  | Brasile (bandiera)   | C     | Fernandinho (vice capitano) |
| 8  | Brasile (bandiera)   | C     | Jádson                      |
| 11 | Brasile (bandiera)   | C     | Ilsinho                     |
| 12 | Ucraina (bandiera)   | P     | Rustam Chudžamov            |
| 13 | Ucraina (bandiera)   | D     | V″jačeslav Ševčuk           |
| 14 | Ucraina (bandiera)   | C     | Vasyl' Kobin                |
| 17 | Brasile (bandiera)   | A     | Luiz Adriano                |
| 18 | Polonia (bandiera)   | D     | Mariusz Lewandowski         |
| 19 | Ucraina (bandiera)   | C     | Oleksij Haj                 |
| 20 | Brasile (bandiera)   | C     | Douglas Costa               |
| 21 | Ucraina (bandiera)   | A     | Oleksandr Hladkyj           |
| 22 | Brasile (bandiera)   | C     | Willian                     |

| N. |                    | Ruolo | Calciatore             |
| -- | ------------------ | ----- | ---------------------- |
| 23 | Ucraina (bandiera) | C     | Kostjantyn Kravčenko   |
| 24 | Ucraina (bandiera) | A     | Ruslan Fomin           |
| 26 | Romania (bandiera) | D     | Răzvan Raț             |
| 29 | Brasile (bandiera) | C     | Alex Teixeira          |
| 30 | Ucraina (bandiera) | P     | Andrij Pjatov          |
| 32 | Ucraina (bandiera) | D     | Mykola Iščenko         |
| 33 | Croazia (bandiera) | C     | Darijo Srna (capitano) |
| 35 | Ucraina (bandiera) | P     | Jurij Virt             |
| 36 | Ucraina (bandiera) | D     | Oleksandr Čyžov        |
| 38 | Ucraina (bandiera) | D     | Serhij Kryvcov         |
| 40 | Ucraina (bandiera) | P     | Vyacheslav Bazylevych  |
| 44 | Ucraina (bandiera) | D     | Jaroslav Rakyc'kyj     |
| 60 | Ucraina (bandiera) | P     | Artem Tetenko          |
| 77 | Nigeria (bandiera) | A     | Julius Aghahowa        |